# Бурская-Пшибора, Мария

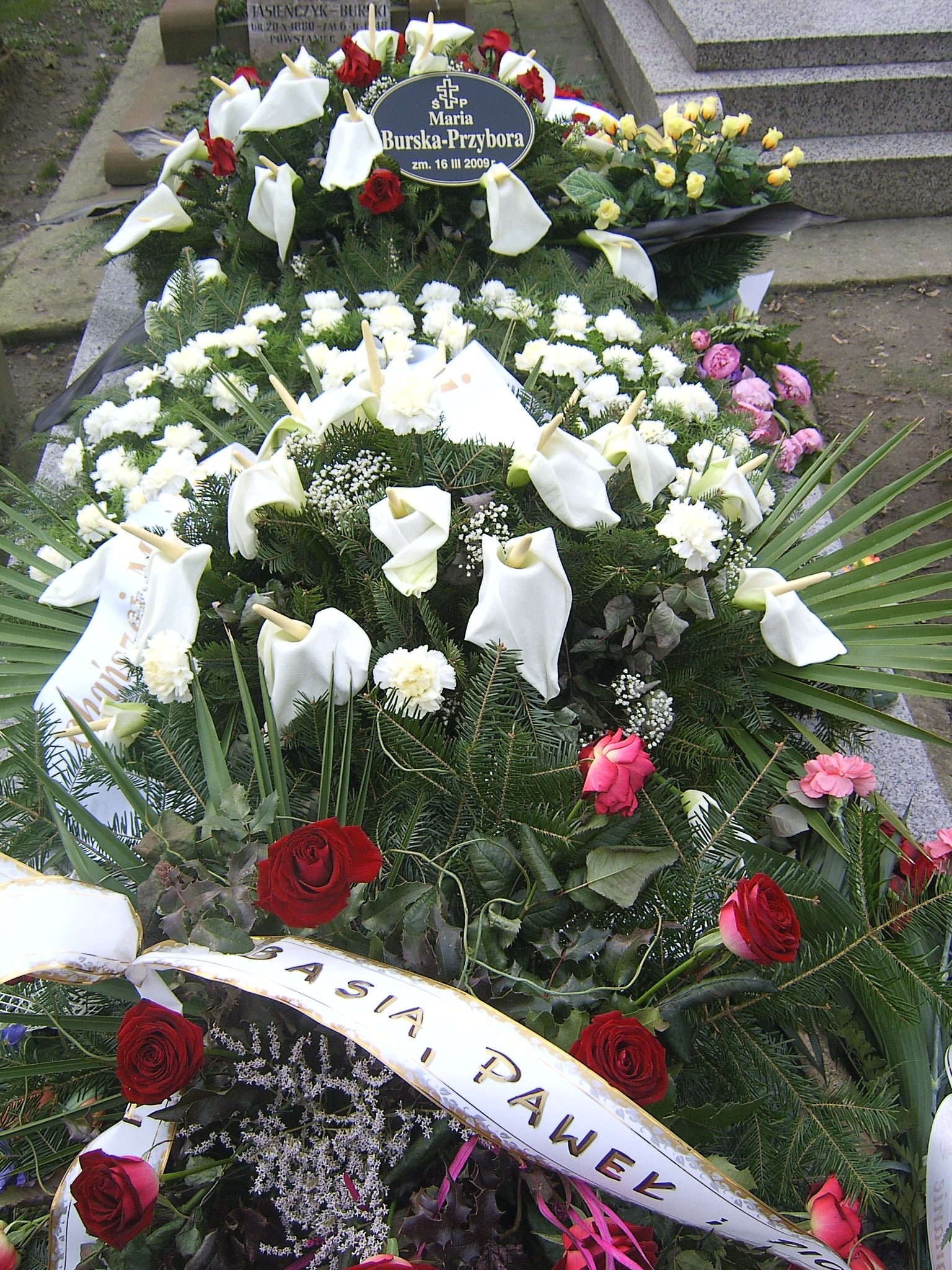
Могила Марии Бурской-Пшиборы, Православное кладбище, Варшава, Польша

Мари́я Бу́рская-Пши́бора (пол. Maria Burska-Przybora, 8 августа 1910 года, Ташкент, Туркенстанский край, Российская империя — 16 марта 2009 года, Сколимув-Констанцин, Мазовецкое воеводство, Польша) — польская певица-сопрано, актриса и общественный деятель.

## Биография
Родилась 8 августа 1910 года в Ташкенте в семье Анджея Бурского герба Ясенчик и Феодосьи Чурбановой, внучки татарской княжны Чурбановой. После Октябрьской революция семья Марии Бурской переехала в Польшу. Закончила варшавский Коллегиум Музикум в классе профессора Г. Орлова и курс театрального критика Леона Шиллера. Вместе с сёстрами Галиной и Софией основали певческое трио «Siostry Burskie», которое выступало в Польше с 1935 года. Вместе с сёстрами снялась в 1936 году в польском фильме «Маленький моряк» (Mały Marynarz).
С 1956 года по 1960 год руководила варшавским «Клубом женщин столицы», с 1960 года по 1965 год руководила варшавским «Клубом трудной молодёжи». С 1965 года по 1972 год возглавляла «Общество друзей детей» и с 1972 года — возглавляла Клуб поэтесс при Лиге польских женщин.
Была первой женой польского поэта Иеремии Пшиборы. В их браке у них родилась дочь Марта Пшибора, известная телевизионная ведущая.
Скончалась 16 марта 2009 года и была похоронена на варшавском православном кладбище (квартал № 57).

## Награды
- Золотой крест Заслуги;
- Серебряный крест Заслуги;
- Орден Возрождения Польши 5 степени;
- Медаль имени Генрика Йордана.